# Ilustre Cofradía Penitencial de Nuestra Señora de las Angustias
La Ilustre Cofradía Penitencial de Nuestra Señora de las Angustias es una de las 20 cofradías que existen, en la actualidad, en la Semana Santa de Valladolid (España).

## Historia

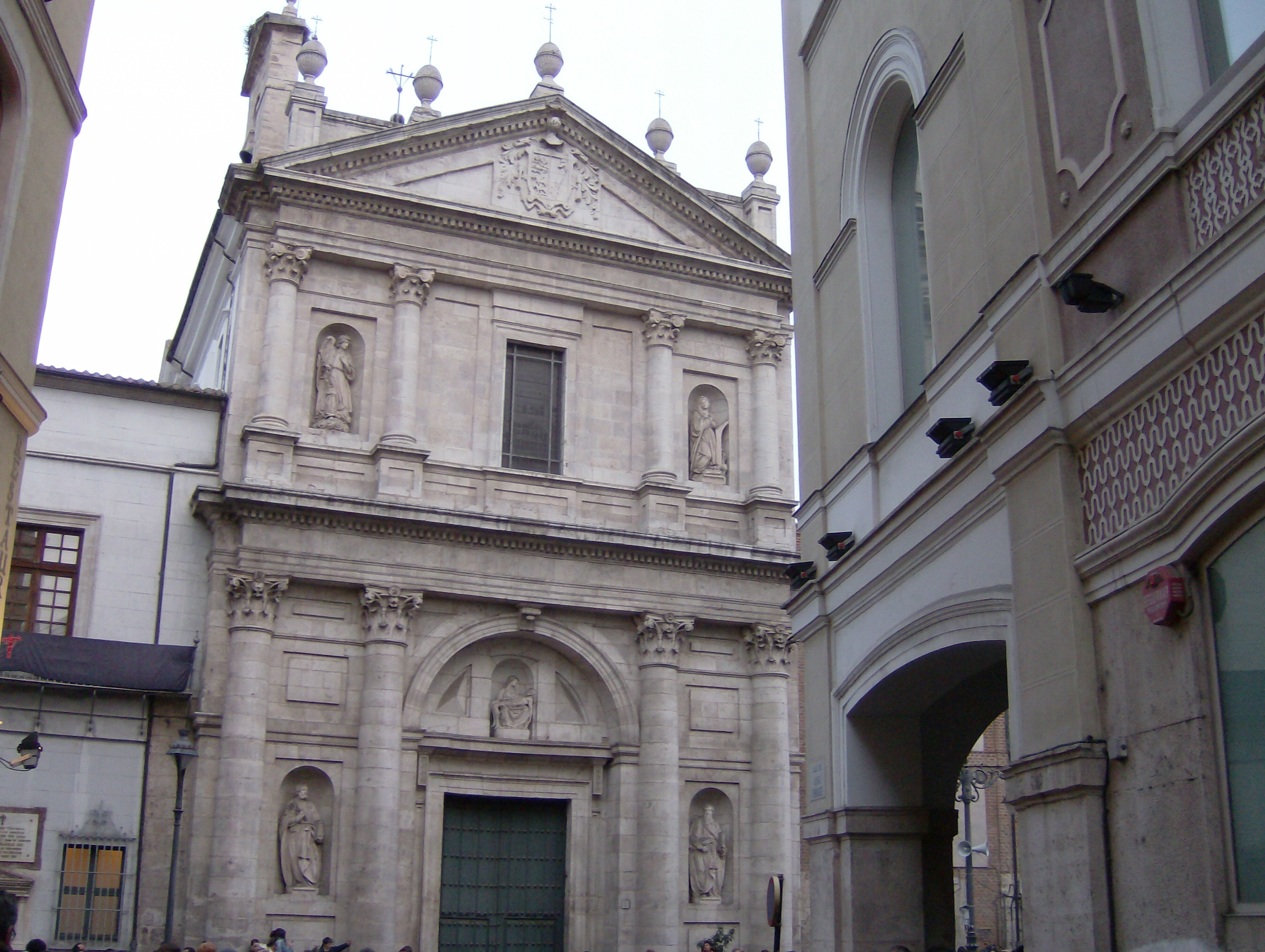
Iglesia de las Angustias.

Lo mismo que las otras cofradías penitenciales históricas, tuvo sus comienzos con sede en una ermita, situada en un lugar conocido como las cuatro calles, que en el Valladolid del siglo XXI corresponden a la calle de Torrecilla, de la Rondilla de Santa Teresa, de Gondomar y de Santa Clara. En ese entorno se encontraba la Real Chancillería y muchos de sus funcionarios vivían cerca y eran cofrades.
La cofradía de las Angustias alegó siempre a favor de su antigüedad el vínculo que había tenido desde los tiempos de los Reyes Católicos con el Tribunal de la Chancillería. Se ignora la fecha exacta de su constitución, aunque los primeros documentos que existen datan del año 1536, sendas bulas firmadas por el Papa Pablo III. Probablemente formada con anterioridad ya que existen serios indicios de que fuera fundada por Isabel I de Castilla, a finales del siglo XV, como así atestiguan los estatutos y regla de la hermandad hasta la renovación de estos el año 1942.
En 1569 se escribieron los textos de regla en el documento de la Regla y Ordenanzas donde consta el título impuesto desde entonces: Nuestra Señora de la Quinta Angustia y Angustias y Soledad de Nuestra Señora de los desamparados. El segundo documento de valor para la cofradía fue la bula que otorgó el papa Paulo III el 7 de enero de 1536, concediendo una serie de privilegios a los cofrades como recompensa a la caridad y penitencia que la regla les exigía.
También esta cofradía tuvo vínculos conventuales. Su relación con los padres dominicos de San Pablo de Valladolid está indicada en los documentos de 1563 donde se firma una concordia; como consecuencia, los cofrades podían disponer del templo dominico para las celebraciones litúrgicas y las fiestas de regla y especialmente para todo lo concerniente a la Semana Santa. La procesión de regla salía de esta iglesia de San Pablo.
La ermita llegó casi a la ruina total y hubo necesidad de construir un templo para lo que se ofreció en mecenazgo el mercader Martín Sánchez de Aranzamendi que junto con su esposa dieron un gran donativo para la edificación de un templo digno de la cofradía. Aranzamendi había sido alcalde de esta cofradía en 1584. Se comenzaron las obras del nuevo templo en 1613, en la llamada plazuela del Almirante, frente al palacio del Almirante de Castilla, en la zona donde se encontraba la colegiata de Santa María. Se edificó la iglesia más los espacios anejos necesarios: sacristía, salón del Cabildo, sala de pasos, puerta de acceso adecuada, balcón de autoridades. El patronazgo se selló y estableció a través de la Escritura de Patronazgo, Memorias y Dotaciones.
El siglo XVII fue el gran esplendor y lucimiento de las cofradías en las procesiones y la consolidación de los pasos de madera cuyo precursor había sido Francisco de Rincón con La Elevación de la Cruz. El gremio de entalladores que tenía como nombre Corporación y Cofradía del Patriarca San José, tenía su sede en esta iglesia. A este gremio pertenecían los escultores Juan de Juni, Francisco de Rincón y Gregorio Fernández, que fueron también cofrades de las Angustias.
El los años 70 del siglo XX se conmemoró el IV centenario de la fundación de la regla de 1569. Con este motivo se llevaron a cabo una serie de restauraciones y cambios en el programa de procesiones como fue la vuelta de la salida a hombros en que esta cofradía fue pionera el 26 de marzo (martes Santo) de 1991.

## Pasos

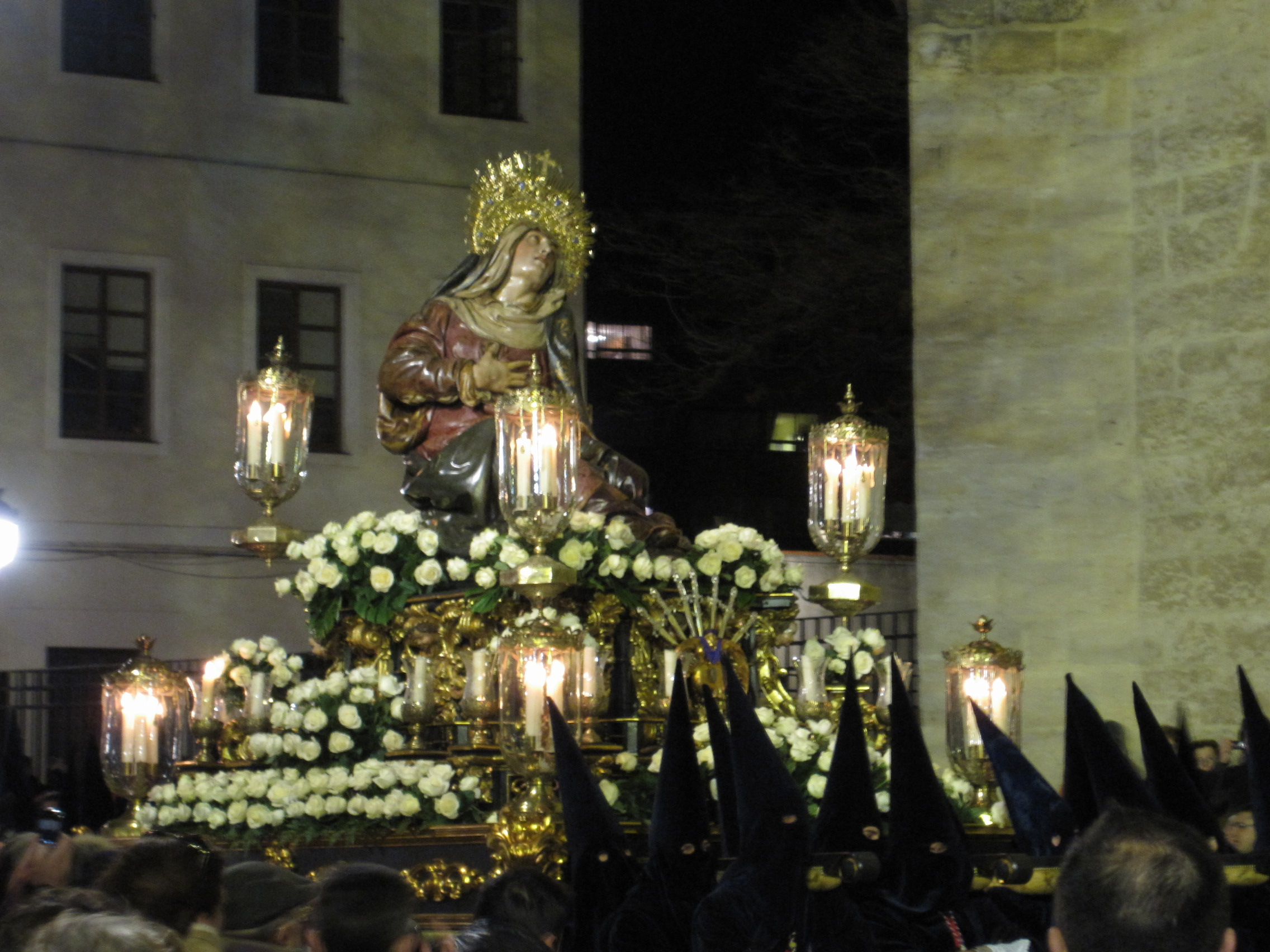
Nuestra Señora de las Angustias.

Actualmente alumbra y porta a hombros todos los pasos que continúan en su Iglesia en la Procesión de Regla de Nuestra Señora de las Angustias que parte de la penitencial a la 1 de la madrugada del Viernes Santo. Estos pasos son el Cristo de los Carboneros, el Paso de San Juan y la Magdalena, el Santo Cristo Yacente y Nuestra Sra. de las Angustias. También celebra la Fiesta de la Alegría en honor de la Virgen de la Encarnación a cuya advocación está dedicado el templo. Esta celebración se realiza actualmente el último domingo del mes de mayo y está fundamentada en la Regla de 1569.
- Nuestra Señora de las Angustias (Juan de Juni, posterior a 1561). Coronada Canónicamente el 3 de octubre de 2009 en la Catedral de Valladolid, es una de las imágenes más antiguas de las procesiones de Valladolid. Pudo inspirarse en la Virgen de los Medicis de Miguel Ángel, aunque según la leyenda el autor modeló el rostro de una hija agonizante. En un grabado de Roelas se dice: "Juan de Juni hinventor". Según tradición no verificable se encargó para alguno de los pueblos en los que trabajaba Juan de Juni; probablemente Medina de Rioseco, donde tras no terminar el retablo de Santa María de Mediavilla por trasladarse a Valladolid y entrar en litigios, su imagen sería rechazada por despecho. También pudo ser rechazada por lo grande de su pie, lo que le valió el apodo de "la zapatuda" o "la zapatona". O quizás al fundarse el Hospital de la Quinta Angustia en 1560, Juni labró esta imagen para la nueva Cofradía de la que era hermano. No se libró de la moda de vestir algunas imágenes con ricas telas. Para expresar el máximo dolor se le puso entre los dedos de la mano derecha de la Señora, sobre el pecho, unos pequeños cuchillos de hierro, convertidos posteriormente en siete espadas de plata y que perduraron hasta 1971 en que la imagen fue cuidadosamente restaurada, suprimiéndose todo adorno metálico. El regreso de esta imagen a su iglesia y el canto de la Salve Solemne cierra la Procesión General, acto en el que hasta hace unos años era acompañada por el resto de pasos y cofradías. Recibe culto en solemne besapié el sábado de Pasión. También es procesionada en: Encuentro de la Virgen con su Hijo en la calle de la Amargura (martes), Vía Crucis Procesional (miércoles) (sólo al pórtico de su iglesia), La Sagrada Cena (jueves) (sólo al pórtico de su iglesia), Sacrificio y Penitencia (viernes) y La Soledad (sábado). Cristo de los Carboneros.

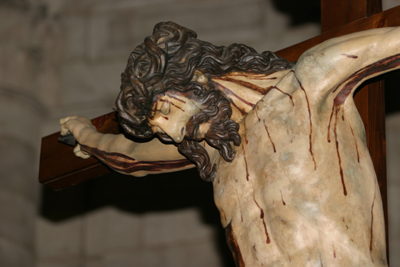
Cristo de los Carboneros.

- Cristo de los Carboneros: Propiedad de la Cofradía de las Angustias en cuya iglesia se venera. Es un Cristo crucificado atribuido a Francisco de Rincón, quien lo realizaría a comienzos del siglo XVII. La Cofradía lo sacaba ya en procesión en 1618. En principio se denominó Cristo Crucificado hasta el año 1805, en el que comenzó a ser conocido con el nombre de Cristo de los Carboneros, por darle culto especial los mozos del carbón, a cuyo culto estuvo desde aquella fecha. Lo más seguro es que sea obra de Francisco del Rincón, por la gran semejanza que guarda con el Cristo de un calvario del Hospital de Simón Ruiz, en Medina del Campo, y que es obra del citado autor. Tiene la originalidad de tener el paño de pureza sin anudar, solo sujeto con una cuerda a la cintura a diferencia de los demás Cristos. Fue alumbrado procesionalmente por la Cofradía de la Preciosísima Sangre desde su fundación hasta 1949, que lo tuvo que dejar de sacar al tener carcoma la imagen. Es portado a hombros y alumbrado por la Cofradía de las Angustias el Viernes Santo en la procesión de la una de la madrugada, llamada de Sacrificio y Penitencia. La cruz fue cambiada en el año 2022, hecha por un ebanista de la ciudad de Valladolid.

- Cristo Yacente: Obra del taller vallisoletano. Es portado a hombros en la procesión de Sacrificio y Penitencia, en la madrugada de Viernes Santo por la Cofradía de las Angustias . Anteriormente formó parte del paso del Santo Sepulcro. De este Cristo es copia el actual Cristo que forma parte del paso El Santo Sepulcro.

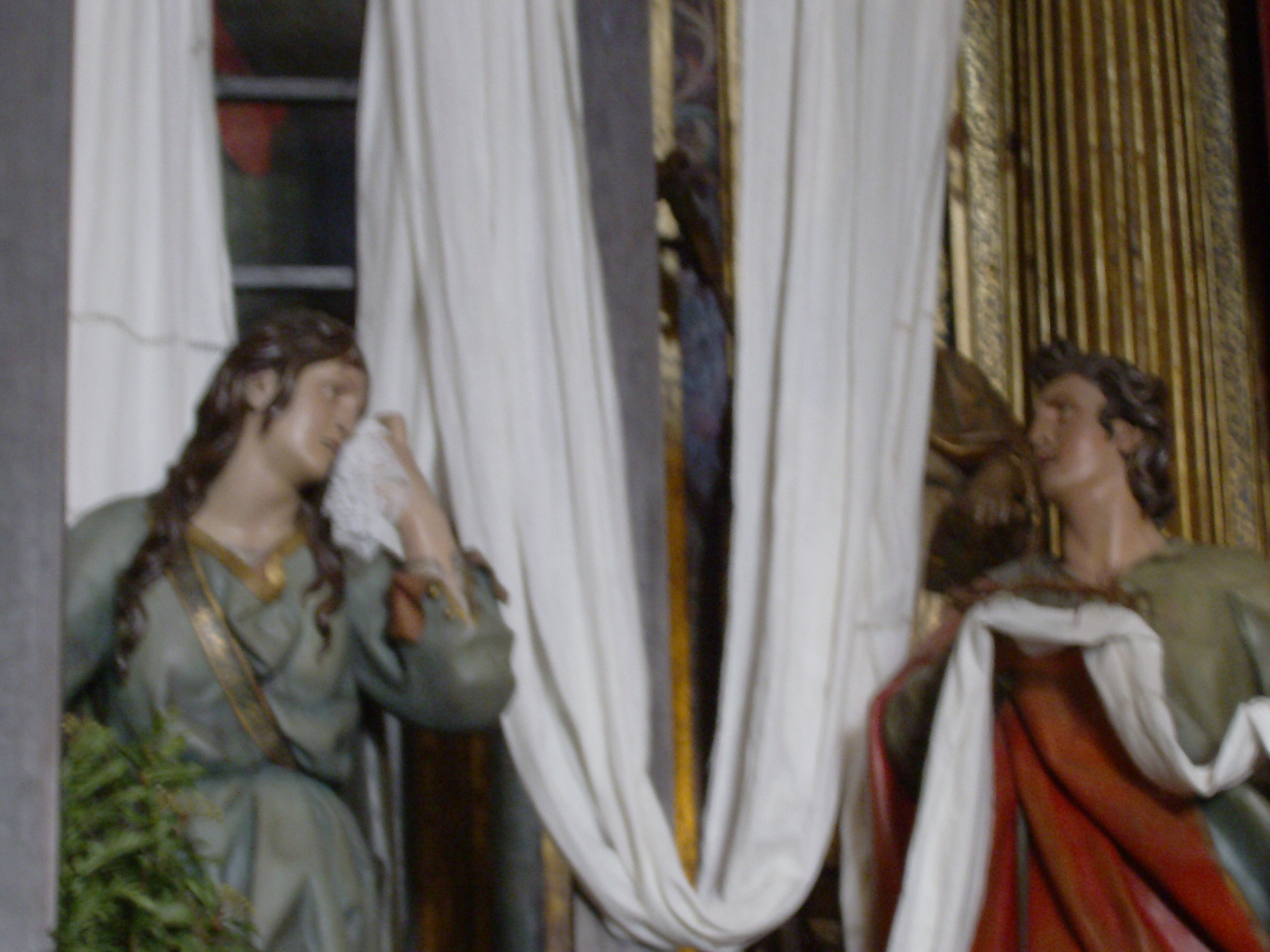
Detalle del Descendimiento, San Juan y María Magdalena.

- Descendimiento Este magistral grupo escultórico debido a Gregorio Fernández, se ejecutó por encargo de la Cofradía al "genial" maestro imaginero entre 1615 y 1617 con el objeto de sustituir un viejo "paso" de "papelón" conocido como "longinos" y recibió el nombre de "Descendimiento", como así resulta de los libros de nuestra Hermandad con referencia a las plantas procesionales de las celebradas durante el siglo XVII. Consta de seis imágenes: Las centrales son María y su Hijo muerto sobre el regazo y acompañan las figuras del buen y del mal ladrón, María Magdalena y San Juan, Discípulo predilecto a quien Cristo había encomendado pocos minutos antes, desde la Cruz a su Madre. Excepto las dos últimas figuras, el resto de las piezas están depositadas en el Museo Nacional Colegio de San Gregorio y no participan en procesión.

- Santo Sepulcro Este paso es alumbrado en la actualidad por la Cofradía del mismo nombre. Aunque es guardado en el Museo Nacional de Escultura. El paso está compuesto por el yacente, de la escuela de Gregorio Fernández, dentro de una urna policromada con clásicas columnas toscanas, de José de Rozas. A la cabeza y pie del Sepulcro están situados dos ángeles, posiblemente, también del mismo escultor. Aunque lo que más caracteriza a este paso son las figuras de los cuatro soldados romanos colocadas en las cuatro esquinas, obra de Alonso de Rozas, que vigilan el sepulcro dormidos. Debido a esta peculiaridad el paso es conocido como "los durmientes"

- Virgen de la Encarnación La Regla de 1.569 obliga a los cofrades a festejar a Ntra. Sra. de Marzo y hacer en dicho día una procesión desde el Convento de San Pablo al de San Benito y desde éste de nuevo a San Pablo, en la cual se porten las insignias de la Cofradía y asistan todos sus cofrades y sean vestidas doce niñas y un niño que han de asistir a ella. En la actualidad esta Procesión se lleva a cabo el segundo domingo de mayo. Los Cofrades asisten con traje y corbata. La procesión es acompañada por grupos regionales de paloteo. De la talla "de vestir" que la Cofradía venera en esta fiesta poco se conoce, aunque de los documentos y crónicas puede pensarse que fue esculpida en el siglo XVI.

## Salidas procesionales
- El Martes Santo porta a hombros a Nuestra Señora de las Angustias en la procesión del Encuentro.
- El Viernes Santo, a la una de la mañana, tiene lugar la Procesión de Regla de la Ilustre Cofradía Penitencial de Nuestra Señora de las Angustias. En la cual la cofradía porta todos sus pasos a hombros hasta la Catedral para realizar una estación de penitencia en el interior del templo.
- Cierra la Procesión General de la Sagrada Pasión del Redentor alumbrando a su imagen titular, Nuestra Señora de las Angustias
- El Sábado santo, al finalizar la procesión General, las mujeres de Valladolid acompañan a la Señora de las Angustias en la procesión de La Soledad.